# Serie A 1990/1991
Soutěžní ročník Serie A 1990/91 byl 89. ročník nejvyšší italské fotbalové ligy a 59. ročník od založení Serie A. Soutěž začala 9. září 1990 a skončila 26. května 1991. Účastnilo se jí opět 18 týmů z toho 14 se kvalifikovalo z minulého ročníku. Poslední čtyři týmy předchozího ročníku, jimiž byli Udinese Calcio, AC Hellas Verona, US Cremonese a poslední tým ročníku - Ascoli Calcio 1898, sestoupily do druhé ligy. Opačným směrem putovali čtyři týmy, jimiž byli Turín Calcio (vítěz druhé ligy), Pisa SC, Cagliari Calcio a AC Parma.
Titul v soutěži obhajoval klub SSC Neapol, který v minulém ročníku získal 2. prvenství v soutěži.

## Přestupy hráčů
| Jméno                 | odkud                    | kam             |  |
| --------------------- | ------------------------ | --------------- |  |
| Roberto Baggio        | AC Fiorentina            | Juventus FC     |  |
| Thomas Häßler         | 1. FC Köln               | Juventus FC     |  |
| Júlio César da Silva  | Montpellier HSC          | Juventus FC     |  |
| Sergej Alejnikov      | Juventus FC              | US Lecce        |  |
| Mazinho               | CR Vasco da Gama         | US Lecce        |  |
| Davide Fontolan       | Janov 1893               | FC Inter Milán  |  |
| Karl-Heinz Riedle     | Werder Brémy             | SS Lazio        |  |
| Giovanni Galli        | Milán AC                 | SSC Neapol      |  |
| Oleksij Mychajlyčenko | Dynamo Kyjev             | UC Sampdoria    |  |
| Aldair                | Benfica Lisabon          | AS Řím          |  |
| Marius Lăcătuș        | FC Steaua București      | AC Fiorentina   |  |
| Martín Vázquez        | Real Madrid              | Turín Calcio    |  |
| Cláudio Taffarel      | Sport Club Internacional | AC Parma        |  |
| Tomas Brolin          | IFK Norrköping           | AC Parma        |  |
| Enzo Francescoli      | Olympique de Marseille   | Cagliari Calcio |  |
| Daniel Fonseca        | Nacional Montevideo      | Cagliari Calcio |  |
| Diego Simeone         | CA Vélez Sarsfield       | Pisa SC         |  |
| Tomáš Skuhravý        | AC Sparta Praha          | Janov 1893      |  |
| Florin Răducioiu      | FC Dinamo București      | AS Bari         |  |

## Složení ligy v tomto ročníku
| Klub            | Město     | Stadión                 | Kapacita | Trenér | 1989/90          |
| --------------- | --------- | ----------------------- | -------- | --- | ---------------- |
| AS Bari         | Bari      | San Nicola              | 58 700   | Gaetano Salvemini                                                                                                 | 10.              |
| Atalanta BC     | Bergamo   | Atleti Azzurri d'Italia | 43 000   | Pierluigi Frosio (do 18. kola) Bruno Giorgi                                                                       | 7.               |
| Bologna FC      | Bologna   | Renato Dall'Ara         | 38 000   | Franco Scoglio (do 6. kola) Luigi Radice                                                                          | 8.               |
| Cagliari Calcio | Cagliari  | Sant'Elia               | 40 900   | Claudio Ranieri                                                                                                   | Serie B          |
| AC Cesena       | Cesena    | Dino Manuzzi            | 23 800   | Marcello Lippi (do 17. kola) Giampiero Ceccarelli + Renato Lucchi (do 22. kola) Alberto Batistoni + Renato Lucchi | 13.              |
| AC Fiorentina   | Florencie | Artemio Franchi         | 46 000   | Sebastião Lazaroni                                                                                                | 12.              |
| Janov 1893      | Janov     | Luigi Ferraris          | 40 000   | Osvaldo Bagnoli                                                                                                   | 11.              |
| UC Sampdoria    | Janov     | Luigi Ferraris          | 40 000   | Narciso Pezzotti + Vujadin Boškov                                                                                 | 5.               |
| US Lecce        | Lecce     | Via del Mare            | 40 600   | Zbigniew Boniek                                                                                                   | 14.              |
| Milán AC        | Milán     | Giuseppe Meazza         | 85 700   | Arrigo Sacchi | Stříbrná medaile |
| FC Inter Milán  | Milán     | Giuseppe Meazza         | 85 700   | Giovanni Trapattoni                                                                                               | Bronzová medaile |
| SSC Neapol      | Neapol    | San Paolo               | 76 800   | Alberto Bigon |                  |
| AC Parma        | Parma     | Ennio Tardini           | 13 500   | Nevio Scala | Serie B          |
| Pisa SC         | Pisa      | Arena Garibaldi         | 35 000   | Luca Giannini + Mircea Lucescu (do 24. kola) Luca Giannini                                                        | Serie B          |
| AS Řím          | Řím       | Olimpico                | 82 900   | Ottavio Bianchi                                                                                                   | 6.               |
| SS Lazio        | Řím       | Olimpico                | 82 900   | Dino Zoff | 9.               |
| Juventus FC     | Turín     | Delle Alpi              | 77 500   | Luigi Maifredi | 4.               |
| Turín Calcio    | Turín     | Delle Alpi              | 77 500   | Emiliano Mondonico                                                                                                | Serie B          |

## Tabulka
| Poř. | Tým             | Z  | V  | R  | P  | VG | OG | B   |
| ---- | --------------- | -- | -- | -- | -- | -- | -- | --- |
| 1.   | UC Sampdoria    | 34 | 20 | 11 | 3  | 57 | 24 | 51  |
| 2.   | Milán AC        | 34 | 18 | 10 | 6  | 46 | 19 | 46* |
| 3.   | FC Inter Milán  | 34 | 18 | 10 | 6  | 56 | 31 | 46  |
| 4.   | Janov 1893      | 34 | 14 | 12 | 8  | 51 | 36 | 40  |
| 5.   | Turín Calcio    | 34 | 12 | 14 | 8  | 40 | 29 | 38  |
| 6.   | AC Parma        | 34 | 13 | 12 | 9  | 35 | 31 | 38  |
| 7.   | Juventus FC     | 34 | 13 | 11 | 10 | 45 | 32 | 37  |
| 8.   | SSC Neapol      | 34 | 11 | 15 | 8  | 37 | 37 | 36  |
| 9.   | AS Řím          | 34 | 11 | 14 | 9  | 43 | 37 | 35  |
| 10.  | Atalanta BC     | 34 | 11 | 13 | 10 | 38 | 37 | 35  |
| 11.  | SS Lazio        | 34 | 8  | 19 | 7  | 33 | 36 | 35  |
| 12.  | AC Fiorentina   | 34 | 8  | 15 | 11 | 40 | 34 | 31  |
| 13.  | AS Bari         | 34 | 9  | 11 | 14 | 41 | 47 | 29  |
| 14.  | Cagliari Calcio | 34 | 6  | 17 | 11 | 29 | 44 | 29  |
| 15.  | US Lecce        | 34 | 6  | 13 | 15 | 20 | 47 | 25  |
| 16.  | Pisa SC         | 34 | 8  | 6  | 20 | 34 | 60 | 22  |
| 17.  | AC Cesena       | 34 | 5  | 9  | 20 | 28 | 58 | 19  |
| 18.  | Bologna FC      | 34 | 4  | 10 | 20 | 29 | 63 | 18  |

Poznámky
- Z = Odehrané zápasy; V = Vítězství; R = Remízy; P = Prohry; VG = Vstřelené góly; OG = Obdržené góly; B = Body
- za výhru 2 body, za remízu 1 bod, za prohru 0 bodů.

- *Milán AC měl hrát Pohár UEFA, byl potrestán UEFA za opuštění hřiště při utkání PMEZ 1990/91

|  | Přímý postup do PMEZ 1991/92        |
|  | Přímý Postup do Poháru UEFA 1991/92 |
|  | Přímý postup do Poháru PVP 1991/92  |
|  | Sestup do Serie B 1991/92           |

## Střelecká listina
Nejlepším střelcem tohoto ročníku Serie A se stal italský útočník Gianluca Vialli. Hráč UC Sampdoria vstřelil 19 branek.
| P.  | Nár      | Hráč                    | Tým            | Branky |
| --- | -------- | ----------------------- | -------------- | ------ |
| 1.  | Itálie   | Gianluca Vialli         | UC Sampdoria   | 19     |
| 2.  | Německo  | Lothar Matthäus         | FC Inter Milán | 16     |
| 3.  | Uruguay  | Carlos Alberto Aguilera | Janov 1893     | 15     |
| 3.  | Česko    | Tomáš Skuhravý          | Janov 1893     | 15     |
| 5.  | Itálie   | Roberto Baggio          | Juventus FC    | 14     |
| 5.  | Německo  | Jürgen Klinsmann        | FC Inter Milán | 14     |
| 7.  | Itálie   | Giorgio Bresciani       | Turín Calcio   | 13     |
| 7.  | Itálie   | Massimo Ciocci          | AC Cesena      | 13     |
| 7.  | Itálie   | Alessandro Melli        | AC Parma       | 13     |
| 10. | Brazílie | João Paulo              | AS Bari        | 12     |
| 10. | Itálie   | Roberto Mancini         | UC Sampdoria   | 12     |

## Vítěz
| Serie A 1990/91 UC Sampdoria (1. titul) |